# Zapasy na Letnich Igrzyskach Olimpijskich 1912 – waga ciężka w stylu klasycznym mężczyzn
Turniej zapaśniczy mężczyzn w wadze ciężkiej w stylu klasycznym był jedną z pięciu konkurencji zapaśniczych rozegranych na V Letnich Igrzyskach Olimpijskich w Sztokholmie w 1912 roku. Turniej rozpoczął się 7, a skończył 14 lipca. Złoto zdobył reprezentant Wielkiego Księstwa Finlandii Yrjö Saarela.
Turniej został rozegrany zgodnie z zasadą „podwójnej eliminacji” – zawodnik po przegranej walce nie odpadał z turnieju. Miało to miejsce dopiero po drugiej porażce. Gdy w turnieju pozostało jedynie trzech zawodników, rozegrano rundę finałową, gdzie walczył każdy z każdym, co pozwoliło ustalić kolejność na podium.

## Rezultaty

### Runda pierwsza
| Przegrane | Zwycięzca         | Przegrany         | Przegrane |
| --------- | ----------------- | ----------------- | --------- |
| 0         | Yrjö Saarela      | David Karlsson    | 1         |
| 0         | Kalle Viljamaa    | Jean Hauptmanns   | 1         |
| 0         | Johan Olin        | Raoul Paoli       | 1         |
| 0         | Gustaf Lindstrand | Laurent Gerstmans | 1         |
| 0         | Barend Bonneveld  | Emil Backenius    | 1         |
| 0         | Jakob Neser       | Nikolajs Fārnasts | 1         |
| 0         | Søren Jensen      | Ned Barrett       | 1         |
| 0         | Adolf Lindfors    | Alrik Sandberg    | 1         |
| 0         | Uuno Pelander     | wolny los         | —         |

### Runda druga
| Przegrane | Zwycięzca      | Przegrany         | Przegrane |
| --------- | -------------- | ----------------- | --------- |
| 0         | Uuno Pelander  | David Karlsson    | 2         |
| 0         | Yrjö Saarela   | Jean Hauptmanns   | 2         |
| 0         | Kalle Viljamaa | Raoul Paoli       | 2         |
| 0         | Johan Olin     | Gustaf Lindstrand | 1         |
| 1         | Emil Backenius | Laurent Gerstmans | 2         |
| 0         | Jakob Neser    | Barend Bonneveld  | 1         |
| 1         | Ned Barrett    | Nikolajs Fārnasts | 2         |
| 0         | Søren Jensen   | Adolf Lindfors    | 1         |
| 0         | Uuno Pelander  | Alrik Sandberg    | 2         |

### Runda trzecia
| Przegrane | Zwycięzca      | Przegrany         | Przegrane |
| --------- | -------------- | ----------------- | --------- |
| 0         | Yrjö Saarela   | Gustaf Lindstrand | 2         |
| 0         | Kalle Viljamaa | Barend Bonneveld  | 2         |
| 0         | Johan Olin     | Jakob Neser       | 1         |
| 1         | Emil Backenius | Ned Barrett       | 2         |
| 0         | Søren Jensen   | Uuno Pelander     | 1         |
| 1         | Adolf Lindfors | wolny los         | —         |

### Runda czwarta
| Przegrane | Zwycięzca      | Przegrany      | Przegrane |
| --------- | -------------- | -------------- | --------- |
| 1         | Jakob Neser    | Adolf Lindfors | 2         |
| 0         | Yrjö Saarela   | Søren Jensen   | 1         |
| 0         | Kalle Viljamaa | Johan Olin     | 1         |
| 1         | Emil Backenius | Uuno Pelander  | 2         |

### Runda piąta
| Przegrane | Zwycięzca    | Przegrany      | Przegrane |
| --------- | ------------ | -------------- | --------- |
| 1         | Johan Olin   | Yrjö Saarela   | 1         |
| 1         | Jakob Neser  | Kalle Viljamaa | 1         |
| 1         | Søren Jensen | Emil Backenius | 2         |

### Runda szósta
| Przegrane | Zwycięzca    | Przegrany   | Przegrane |
| --------- | ------------ | ----------- | --------- |
| 1         | Yrjö Saarela | Jakob Neser | 2         |
| 1         | Johan Olin   | wolny los   | —         |
| 1         | Søren Jensen | wolny los   | —         |

### Runda finałowa
| Walka |       | Zwycięzca    | Przegrany    |        |
| ----- | ----- | ------------ | ------------ | ------ |
| A     | → C   | Yrjö Saarela | Søren Jensen | → B    |
| B     | → C   | Johan Olin   | Søren Jensen | brąz   |
| C     | złoto | Yrjö Saarela | Johan Olin   | srebro |